# Staatspreis für Wissenschaftspublizistik
Der österreichische Staatspreis für Wissenschaftspublizistik wird alle zwei Jahre vom Bundesministerium für Wissenschaft, Forschung und Wirtschaft ausgeschrieben und zählt zur Gruppe der Staatspreise der Republik Österreich. Der Staatspreis wird seit 1971 vergeben und ist derzeit mit € 6.000,-- dotiert. Ausgezeichnet werden hervorragende journalistische Beiträge, die in kompetenter Weise Themen aus Wissenschaft und Forschung aufgreifen und in der Öffentlichkeit das Interesse und die Akzeptanz für Wissenschaft und Forschung wecken und vertiefen helfen.
Neben dem eigentlichen Staatspreis für Wissenschaftspublizistik wird durch das Bundesministerium ein Förderungspreis für Wissenschaftspublizistik vergeben, der sich insbesondere an junge Wissenschaftsjournalisten richtet und mit € 3.000,-- dotiert ist.
In unregelmäßigen Abständen werden zudem Sonderpreise vergeben, die als Ehren- bzw. Anerkennungspreise oftmals das Lebenswerk eines Wissenschaftsjournalisten ehren und mit € 2.500,-- dotiert sind.

## Preisträger
| Jahr    | Staatspreis                                                                                | Förderungspreis                 | Sonderpreis                                                                   |
| ------- | ------------------------------------------------------------------------------------------ | ------------------------------- | ----------------------------------------------------------------------------- |
| 2024    | Tanja Traxler                                                                              | Katharina Veronika Gruber       | Anerkennungspreise: Benedikt Narodoslawsky, David Rennert und Nikolaus Täuber |
| 2022    | Elke Ziegler                                                                               | Julia Sica                      | Anerkennungspreis: Eva Stanzl                                                 |
| 2020    | Peter Illetschko                                                                           | Judith Langasch                 | Anerkennungspreis: Sonja Bettel                                               |
| 2018    | Birgit Dalheimer                                                                           | Tanja Traxler                   | Anerkennungspreis: Elke Ziegler                                               |
| 2016    | Klaus Taschwer                                                                             | Marlene Erhart                  | Ulrike Schmitzer                                                              |
| 2012/13 | Andreas Novak                                                                              | Karin Krichmayr                 | Verena Ahne                                                                   |
| 2010/11 | Susanne Mauthner-Weber                                                                     | Barbara Daser                   |                                                                               |
| 2008/09 | Martin Haidinger                                                                           | Julia Schafferhofer             |                                                                               |
| 2006/07 | Robert Buchacher                                                                           | Veronika Schmidt                |                                                                               |
| 2004/05 | Christian Müller                                                                           | Birgit Dalheimer                |                                                                               |
| 2002/03 | Thomas Kramar                                                                              | Doris Helmberger                | Alfons Krieglsteiner                                                          |
| 2000/01 | Elisabeth Nöstlinger                                                                       | Benedikt Föger                  |                                                                               |
| 1998/99 | Martin Bernhofer                                                                           | Eva-Maria Gruber                |                                                                               |
| 1996/97 | Sabina Riedl                                                                               | Klaus Taschwer                  |                                                                               |
| 1994/95 | Cornelius Hell                                                                             | Martin Haidinger                | Anerkennungspreis: Hans Spatzenegger                                          |
| 1992/93 | Anton Mayer                                                                                | Christian Müller                | Ehrenpreis: Helmut Waldert                                                    |
| 1991    | Factum est                                                                                 | (erstmals; aber nicht vergeben) | Ehrenpreis: Hugo Kirnbauer                                                    |
| 1990    | Petra Thorbrietz / Thomas Mayer, Elisabeth Welzig                                          |                                 | Alfred Payrleitner                                                            |
| 1989    | Jutta Grylka, Harald Sterk, Johannes Stern, Erich Witzmann                                 |                                 |                                                                               |
| 1988    | Alois Kogler, Leopold Mayr, Erwin Melchart                                                 |                                 |                                                                               |
| 1987    | Elisabeth Guggenberger, Helmut Voitl, Stefan M. Gergely, Harald Thurnher                   |                                 |                                                                               |
| 1986    | Elisabeth Dokaupil, Elisabeth Pühringer, Brigitte Vacha                                    |                                 |                                                                               |
| 1985    | Marianne Baumgart, Helly Ladanszky, Sylvia Patsch                                          |                                 |                                                                               |
| 1984    | Karin Folkmann, Harald Raffer, Heiner Boberski                                             |                                 |                                                                               |
| 1983    | Peter Kaiser, Hedy Grolig, Gert Baumgart                                                   |                                 |                                                                               |
| 1982    | E. Geretschläger, Kurt Markaritzer, Manfred Wagner                                         |                                 |                                                                               |
| 1981    | Franz M. Wuketits, Manfred Jochum, Hedwig Cech                                             |                                 |                                                                               |
| 1980    | Georg Breuer, Kurt Strnadt, Christof Gaspari                                               |                                 |                                                                               |
| 1979    | Peter Dusek, Günther Fehlinger, Thomas Pluch                                               |                                 |                                                                               |
| 1978    | Peter Müller, Erich Pfeifer, J.H. Stiegler                                                 |                                 |                                                                               |
| 1977    | Eva Lorenz, Jos Rosenthal, Hugo Obergottsberger                                            |                                 |                                                                               |
| 1976    | Hilde Danninger, Franz Mayrhofer, Erich Steinitz                                           |                                 |                                                                               |
| 1975    | Ursula Fiedler, Heide Gottas, Ernst Hilger                                                 |                                 |                                                                               |
| 1974    | Heidrun Löschenkohl, Leopold Lukschanderl, Pia Maria Plechl                                |                                 |                                                                               |
| 1973    | Ebba Koller, H. Schwarzbach, Helmut Swoboda                                                |                                 |                                                                               |
| 1972    | Eleonore Thun-Hohenstein, Peter Markl, Werner Wanschura, P. Margulies-Marr, Elfriede Genée |                                 |                                                                               |
| 1971    | Friedrich Katscher, Ernst Gehmacher, Monika Berthold, R. Zitta                             |                                 |                                                                               |